# Nasirdin Isanov
Nasirdin Isanov (en cyrillique: Насирдин Исанов) (7 novembre 1943 - Bichkek, 29 novembre 1991) est un homme d'État kirghiz, premier vice-président puis premier Premier ministre du Kirghizstan après son indépendance en 1991. Il demeure l'un des politiciens les plus importants de l'histoire du Kirghizstan.

## Biographie

### Jeunesse et études
Nasirdin Isanov est né le 7 novembre 1943 dans le village de Kok-Bol, province d'Och. Après avoir obtenu son diplôme, il entre à l'Institut de génie civil de Kuibyshev. Les cours commençaient le soir et pendant la journée, Isanov travaillait sur un chantier de construction.
Ayant fait des études supérieures, il est retourné dans son pays d'origine et a commencé à travailler dans l'entreprise Oshgorstroy. Isanov gravit rapidement les échelons de carrière. En 1983, il est nommé ministre de la Construction de la RSS kirghize, c'est sous sa direction que le musée historique, la maison du gouvernement et la place Ala-Too sont construits. En 1988, il est devenu président du comité exécutif régional d'Issyk-Kul.

### Carrière politique
En 1990, le Soviet suprême de la RSS du Kirghizistan (en) doit élire un président et plusieurs personnes se sont présentées. Askar Akaïev et Nasirdin Isanov se qualifient pour le deuxième tour. Akaïev remporte finalement la majorité des voix parlementaires et nomme, à la fin de 1990, Isanov comme premier vice-président de la République, alors en processus pour devenir une république indépendante.

#### Premier Premier ministre de la République kirghize
En janvier 1991, Isanov est élu comme le tout premier Premier ministre du pays. Il travaille sur le concept d'une économie de marché pour le pays, il voulait que l'État se développe selon des principes démocratiques. Les contemporains parlaient de lui comme d'un leader professionnel, impartial et fondé sur des principes.

### Décès
Nasirdin Isanov est décédé le 29 novembre 1991 sur l'autoroute Jalal-Abad-Osh lorsqu'un ZIL-130 s'est écrasé dans la Volga gouvernementale. Le chauffeur du camion s'est échappé avec une légère frayeur, le conducteur de la voiture du gouvernement a été blessé et un autre passager, l'entrepreneur Boris Birshtein, n'a eu que des égratignures. Isanov lui-même, selon les médecins, est mort sans reprendre conscience. Les circonstances de sa mort soulèvent de nombreuses questions précisément parce que les autres participants à l'accident n'ont guère été blessés. Certains experts associent la mort du politicien à la situation autour de la mine de Kumtor, car il était contre le développement de la mine par des sociétés étrangères.

## Vie privée
Le politicien a joué du komuz et de la mandoline, a chanté, écrit de la poésie et skié. Avec sa femme, Isanov a élevé deux enfants. Sa fille Maria était députée du Jogorku Kenesh et son fils Almaz était fonctionnaire.